# Szabados Árpád (festő)
Szabados Árpád (Szeged, 1944. március 18. – Budapest, 2017. június 13.) Munkácsy Mihály-díjas magyar festő- és grafikusművész, egyetemi tanár, rektor, érdemes művész.

## Élete
Az Óbudai Árpád Gimnáziumban 1959-ben II. c, 1960-ban III. c, 1961-ben a IV. c osztály tanulója volt. A magyar szakkör 1961-ben két ízben tárlatlátogatást szervezett a Nemzeti Galéria XX. századi anyagának megtekintésére. A tárlatot ő vezette komoly hozzáértéssel. 1961-ben magasugrásban ötödik, ötpróbában harmadik lett. 1963–1968 között a Magyar Képzőművészeti Főiskola hallgatója volt.
1968–1973 között az Eötvös Loránd Tudományegyetem Apáczai Csere János gyakorló iskola tanáraként dolgozott. 1975–1988 között a Magyar Nemzeti Galéria GYIK-műhelyének vezetője volt. 1970–1984 között a Mozgó Világ képzőművészeti vezetője volt. 1984–2001 között a Magyar Képzőművészeti Főiskola tanára, majd 1995–2002 között rektora volt.
Hazai oktatói tevékenysége mellett az Indiana Egyetem (USA) tiszteletbeli professzora is volt. 2013-tól a Magyar Művészeti Akadémia rendes tagja volt.
2017-ben hunyt el.

## Kiállításai

### Egyéni kiállításai
- 1968 • Újpesti Mini Galéria, Budapest
- 1969 • Fiatal Művészek Klubja, Budapest
- 1971 • Madách Színház, Budapest
- 1973 • Stúdió Galéria, Budapest
- 1974 • Fiatal Művészek Klubja, Budapest • Művelődési Központ [Várnagy Ildikóval, Banga Ferenccel], Eger
- 1975 • Helikon Galéria, Budapest • Magyar Intézet [Schéner Mihállyal], Varsó
- 1976 • Józsefvárosi Galéria, Budapest • Jókai Mór Művelődési Ház, Budaörs
- 1978 • József Attila Könyvtár, Miskolc • Móra Ferenc Múzeum Képtár, Szeged • Stúdió Galéria, Budapest
- 1979 • Vármúzeum [Banga Ferenccel], Gyula • József Attila Könyvtár [Várnagy Ildikóval], Makó • New 57 Gallery [Banga Ferenccel], Edinburgh
- 1980 • Magyar Nemzeti Galéria, Budapest • Galerie Mensch, Hamburg
- 1983 • Komáromi Kisgaléria, Komárom • FIAK Galéria, Veszprém
- 1984 • Ifjúsági és Úttörőh., Székesfehérvár • Műcsarnok, Győr • Sylvester J. Könyvtár, Sárvár
- 1985 • Magyar Képzőművészeti Főiskola Galéria, Budapest.
- 1986 • Műcsarnok, Budapest
- 1987 • Uitz Terem, Dunaújváros • Móra Ferenc Múzeum Képtár, Szeged • II. Rákóczi F. Megyei Könyvtár, Miskolc • Újpest Galéria, Budapest • Fészek Klub, Budapest • Torhaus, Dortmund
- 1988 • Megyei Könyvtár, Békéscsaba • Nógrádi Sándor Múzeum, Salgótarján • Újpest Galéria, Budapest
- 1989 • Tikainojan Taidekoti, Vaasa • Magyar Akadémia, Róma • Józsefvárosi Galéria, Budapest
- 1990 • Magyar Képzőművészeti Főiskola Galériája, Budapest • Helsinki • College of Art, Edinburgh • Kulturcentrum, Künstlerbahnhof, Darmstadt
- 1991 • Aktív Art Galéria, Szentendre • Miskolci Galéria, Miskolc
- 1992 • AL Galerie Gerlinde Walz, Stuttgart • Városh., Tallinn
- 1993 • Arte Fiera, Bologna • Magyar Ház, Stuttgart • Vigadó Galéria, Budapest • Indiana University (USA) • Century Center, South Bend (USA) • Salamon-torony, Visegrád • Fővárosi Művelődési Ház, Budapest
- 1994 • Duna Múzeum, Esztergom • Magyar Ház, Berlin • AL Galerie Gerlinde Walz, Stuttgart • Litográfiák, Balatonalmádi
- 1995 • Arte Fiera, Bologna • Mestna G., Ljubljana • Litográfiák, Körmendi Galéria, Körmend
- 1996 • Körmendi Galéria, Körmend • Csikász Galéria, Veszprém • Glaskasten [Tornay E. Andrással], Leonberg • Kelet-Szlovákiai Múzeum, Kassa • A XVII. Országos Grafikai Biennálé nagydíjasának kamarakiállítása, Mini Galéria, Miskolc • Városi Kiállítóterem, Kazincbarcika
- 1997 • Magyar Intézet, Varsó • Litográfiák, Művészeti Akadémia Galéria, Krakkó • AL Galerie IM Atelier NR 695, Frankfurt
- 1998 • Városi Képtár, Győr
- 2000 • Körmendi Galéria, Sopron • Janus Pannonius Múzeum, Pécs
- 2001 • Magyar Újságírók Szövetsége, Budapest
- 2002 • Hajnóczy-ház, Sopron • Haus Ungarn, Stuttgart
- 2003 • Blitz Galéria, Budapest • Budapest Galéria, Budapest • Szoboszlói Galéria, Hajdúszoboszló • Bárka Színház, Budapest
- 2004 • Mission Art, Budapest • A XI. Országos Rajzbiennálé nagydíjasa, Salgótarján.

### Csoportos kiállításai
- 1968-1977 • a Fiatal Képzőművészek Stúdiója Egyesület éves kiállításai, Budapest
- 1971 • Magyar grafika kiállítás. Dürer születésének 500. évfordulóján, Magyar Nemzeti Galéria, Budapest
- 1972 • Dózsa emlékezetére, Magyar Nemzeti Galéria, Budapest
- 1975-1985, 1989-1993 • VIII-XIII., XV-XVII. Országos Grafikai Biennálé, Miskolc
- 1978 • Új szerzemények, Magyar Nemzeti Galéria, Budapest
- 1978 • Stúdió – Jubileumi kiállítás 1958-1978, Magyar Nemzeti Galéria, Budapest
- 1979, 1982 • Nemzetközi Joan Miro rajzpályázat, Barcelona
- 1980 • Mai magyar rajzművészet (Válogatás a Magyar Nemzeti Galéria rajzgyűjteményéből 1945-1975), Magyar Nemzeti Galéria, Budapest
- 1980, 1982, 1991, 1994 • Nemzetközi Grafikai Biennálé, Krakkó
- 1980-1982 • Nemzetközi Festészeti Biennálé, Cagnes-sur-Mer
- 1982 • Festészeti Biennálé, Wilhelm Lehmbruck Museum, Duisburg
- 1982 • Grafikai Triennálé, Wrocław
- 1984 • Art Fair, Stockholm
- 1984-1988 • Nemzetközi Rajzbiennálé, Rijeka
- 1984, 1986, 1990, 1992 • II., III., V., VI. Országos Rajzbiennálé, Salgótarján
- 1990 • Ázsia-Európa Biennálé, Ankara
- 1993 • II. Nemzetközi Grafikai Biennálé, Győr • Pop art, Ernst Múzeum, Budapest
- 1995 • Nemzetközi Grafikai Biennálé, Ljubljana
- 1997 • Száztíz kép, Magyar Nemzeti Galéria, Budapest
- 1998 • 200 éves a litográfia, Magyar Képzőművészeti Főiskola, Budapest
- 1999 • Búcsú a XX. századtól – válogatás a Magyar Nemzeti Galéria gyűjteményéből, Magyar Nemzeti Galéria
- 2003 • Maszk, Budapest Galéria, Budapest • Haraszty Gyűjtemény, Csepel Galéria, Budapest
- 2004 • Főutcaiak, Meander Galéria, Budapest • Európa-lánc Budapest, Bécs • Groteszk és Rejtőzködő Budapest, Millenáris Park, Budapest

## Kötetei
- Metszés és nyomtatás; 2., jav. kiad.; Corvina, Bp., 1975 (Műhelytitkok)
- Árpád Szabados; előszó Szipőcs Krisztina; AL Galerie Gerlinde Walz, Stuttgart, 1994
- Szabados Árpád. Ernst Múzeum, 1999; Műcsarnok, Bp., 1999
- Teremtő eldöntetlenség: balatoni elégia. 2020. július 18–október 17., Művészetek Háza Veszprém Csikász Galéria; kurátor Hegyeshalmi László, Áfrány Gábor; Művészetek Háza, Veszprém, 2020.
- Kérdések Árpádnak. Interjú Szabados Árpáddal; riporter Michael Jacobs; Budapest Galéria, Bp., 2003

## Díjai, elismerései
- Derkovits Gyula képzőművészeti ösztöndíj (1970)
- Szocialista Kultúráért (1973)
- Munkácsy Mihály-díj (1976)
- Érdemes művész (1990)
- Nemzetközi Európa-Ázsia Biennále festészeti fődíj, Ankara (1990)
- Krakkó-Katowice Nemzetközi Biennále díja (1991)
- Alpok-Adria Nemzetközi Grafikai Biennále Grand Prix, Ljubljana (1992)
- Széchenyi Professzori ösztöndíj (1998)
- Szalay Lajos-díj (2002)
- Gyarmathy Tihamér-díj (2017)